# Heinrich Ruschig
Heinrich Ruschig  (* 22. Oktober 1906 in Schubenik, Oberschlesien; † 1. April 1995 in Bad Soden am Taunus) war ein deutscher Chemiker.

## Leben
Er war Anfang der 1960er Jahre Leiter der pharmazeutisch-synthetischen Laboratorien der Farbwerke Hoechst, bei denen er seit 1935 war (damals IG Farben). 1971 ging er in den Ruhestand. Er lehrte auch als Honorarprofessor Arzneimittelsynthese an der Johannes Gutenberg-Universität Mainz.  Mit seinem Doktorvater Karl Slotta (1895–1987) gelang ihm 1934 in Breslau die Isolierung von Progesteron. Beteiligt war auch Erich Fels (1897–1981). Das geschah fast gleichzeitig mit Willard Myron Allen, George W. Corner, Oskar Wintersteiner in den USA, Max Hartmann (1884–1952) und Albert Wettstein in der Schweiz sowie Adolf Butenandt und dem bei ihm tätigen Biochemiker Ulrich Westphal in Deutschland. Bei den Farbwerken Hoechst gelang Ruschig in den 1960er Jahren die Synthese des Diuretikums Furosemid. Zuletzt wohnte er in Bad Soden am Taunus. 1960 erhielt er die Adolf-von-Baeyer-Denkmünze. Eine Tochter ist die 1950 geborene Chirurgin Angelika Reitenspieß.

## Schriften
- mit Gustav Ehrhart (Hrsg.): Arzneimittel. Entwicklung, Wirkung, Darstellung, 2 Bde. Verlag Chemie, Weinheim 1968.